# جبال شعباء
جبال شعباء مجموعة جبال تقع في منطقة القصيم وسط المملكة العربية السعودية. يبلغ أقصى ارتفاع لجبال شعباء 1.422 متر.

## الوصف
توجد هذه الجبال على شكل مجموعات جبلية تفصل بينها أراضي منخفضة٬ وهي تتتابع من الشمال إلى الجنوب أو العكس، ففي الجنوب توجد جبال شعباء التي تصل بعض قممها إلى ارتفاع 1.422 متر٬ وهي مجموعة من الجبال ذات تضاريس معقدة٬ وتفصل بين قممها بعض الأودية المتعمقة التي يستغلها بعض السكان للوصول إلى داخل هذه الجبال٬ وإقامة بعض المزارع الصغيرة.
تقع في شمالها جبال المطيوي التي تتميز بوجود جبال منفردة على شكل منارات عمودية تنفصل عن بقية سلسلة الجبال. وفي جنوب جبال شعباء يوجد جبل القطار 1.374 متر٬ وجبل الجفر 1.207 متر الذي يقع داخل رمال نفود العريق. وفي جزئها الجنوبي الشرقي يوجد جبل عسعس 1.388 متر٬ وإلى جنوبه توجد روضة عسعس ودارة عسعس المشهورة. وإلى الشرق من جبال شعباء توجد قرية ضرية التاريخية التي اشتهرت بالحمى المعروف باسمها وهو حمى ضرية التاريخي. وإلى الشمال الشرقي من ضرية تقع جبال طخفة 1.322 متر وهي مجموعة جبلية جرانيتية بارزة عما حولها من الأرض المستوية٬ ويسكنها مجموعة من الناس الذين ربما وجدوا في جبالها الأمن٬ فقد كانت الأوضاع الأمنية متدهورة قبل توطيد دعائم الأمن في المملكة العربية السعودية.
ٕإلى الشمال من جبال شعباء تقع جبال شوفان 1.346 متر٬ وجبال المقوقي 1.255 متر٬ وجبال الشغيفاء 1.050 متر. وتنحدر من هذه الجبال ومن جبال شعباء روافد عديدة لوادي الرمة٬ وبعض هذه الروافد يتجه نحو نفود العريق فلا يستطيع الاتصال بوادي الرمة فينتج من ذلك ركود الماء وتكون سباخ مثل: سبخة المشاش الواقعة شمال شرق قرية ركيان٬ وسبخة مليح.